# 服部良一
服部 良一（はっとり りょういち、1907年（明治40年）10月1日 - 1993年（平成5年）1月30日）は、日本の作曲家、編曲家。位階は従四位。
作詞家として村雨 まさを（むらさめ まさお）の名がある。なお、同姓の服部正や服部逸郎との血縁関係はない。
大阪府大阪市中央区出身。東成区出生。
ジャズで音楽感性を磨いた和製ポップス史における重要な音楽家の一人である。
代表作に『別れのブルース』『東京ブギウギ』『青い山脈』『銀座カンカン娘』などがあり、いずれも時代を象徴する国民的ヒット曲として知られる。

## 来歴

### 生い立ちから上京まで
土人形師の父久吉と母スエの間に生まれた。
芸事好きの家族の影響で郷土の民謡である江州音頭や河内音頭を子守唄代わりに育つ。
大阪市立生魂小学校に通う。この頃の同級生、文芸クラブの仲間に後の国際法学者の安井郁がいた。
小学生のころから音楽の才能を発揮したが、学校を卒業後は商人になるためと、昼は働き夜は大阪市立実践商業学校に通うという日々を送る。姉の勧めで、好きな音楽をやりながら給金がもらえる、千日前の鰻料理店のいづもやが宣伝のために結成した『出雲屋少年音楽隊』に一番の成績で入隊する。しかしその2年後に、第一次大戦後の不景気もあって音楽隊は解散してしまう。なお、当初はオーボエを担当したが、粗悪な楽器で満足に音が出ず、サックスとフルートに転向してから著しく進歩を見せたと、後に述懐している。
1926年にラジオ放送用に結成された大阪フィルハーモニック・オーケストラに入団（第2フルートを担当）。ここで指揮者を務めていた亡命ウクライナ人の音楽家エマヌエル・メッテルに見いだされ、メッテルから4年にわたって音楽理論・作曲・指揮の指導を受ける。ちなみにこのころ、朝比奈隆もメッテルから指導を受けている。オーケストラの傍らジャズ喫茶でピアノを弾いていた。1929年頃、コッカレコードでサクソフォーンと編曲を担当、タイヘイレコードの専属となった。1931年頃には大阪コロムビアで街頭演歌師出身の作曲家鳥取春陽のジャズ演歌の編曲の仕事をした。
1932年、当時のヒット曲「酒は涙か溜息か（歌：藤山一郎）」を剽窃したような「酒は涙よ溜息よ（歌は黒田進こと楠木繁夫）」なる曲をタイヘイの指示で書かされるが、こういった仕事をすることに嫌気がさし、1933年2月ディック・ミネの助言もあり、上京して菊地博がリーダーを務める人形町のダンスホール「ユニオン」のバンドリーダーにサクソフォン奏者として加わった。翌1934年2月、東京進出をはかったニットーレコードの音楽監督に就任した。

### コロムビアの専属作曲家に
1936年コロムビアの専属作曲家となった。入社第一回の作品が同年1月23日吹き込みの淡谷のり子が歌う『おしゃれ娘』で、当時最先端の音楽であったスウィングジャズのイディオムをふんだんに取り込んだ斬新な作品であった。1937年3月吹き込みによる淡谷のり子『別れのブルース』は、黒人ブルースをベースにした作品で、妖艶なソプラノで昭和モダンの哀愁を歌う淡谷が服部の意向を汲みアルトの音域で歌い、南里文雄に認められて一流の作曲家の仲間入りを果たす。その後ジャズのフィーリングをいかした和製ブルース、タンゴなど一連の和製ポピュラー物を提供。代表作としては、淡谷の『雨のブルース』、霧島昇・渡辺はま子の『蘇州夜曲』、中野忠晴の『チャイナ・タンゴ』、モダンの余韻を残す霧島の『一杯のコーヒーから』、高峰三枝子が歌った感傷的なブルース調の『湖畔の宿』、機知にとんだコロムビア・ナカノ・リズムボーイズの『山寺の和尚さん』、渡辺の『いとしあの星』など、いずれも大ヒットし、服部メロディーの黄金時代を迎えた。だが、太平洋戦争が始まると服部が手がけるジャズ音楽は敵性音楽として排除された。そのような中、1942年に渡辺はま子の『風は海から』、1943年に李香蘭の『私の鶯』などの佳曲を発表し、軍歌一色の中で数少ない抒情性あふれる作風が評価された。
1944年上海に渡り（これは軍歌作曲の依頼から逃げるためだったという説がある）ジャズの活動の場を求めた。上海バンスキングの作者の斎藤憐は服部らに取材して同作を書き上げた。李香蘭と上海交響楽団とともに、『夜来香』をシンフォニック・ジャズにした『夜来香幻想曲』を発表。上海交響楽団ではクラシックの指揮も行い、ロッシーニ作曲「ウィリアム・テル」序曲で、エディションの違いによるメロディーの相違についてイタリア人イングリッシュ・ホルン奏者（かつてアルトゥーロ・トスカニーニのもとで演奏した）と論争になったことを、後に自伝「僕の音楽人生」で語っている（この奏者の名前は語られていないが、在籍年次からしてジラデッロ（Giradello）ではないかと思われる）。

### 敗戦後よりの活躍

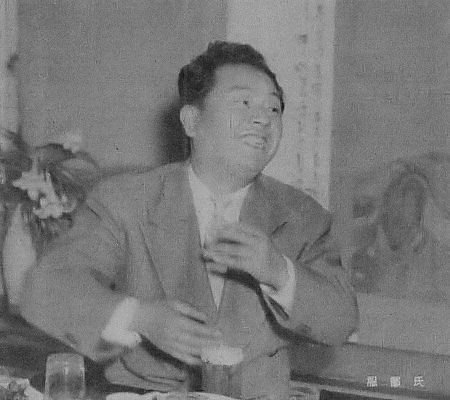
1950年

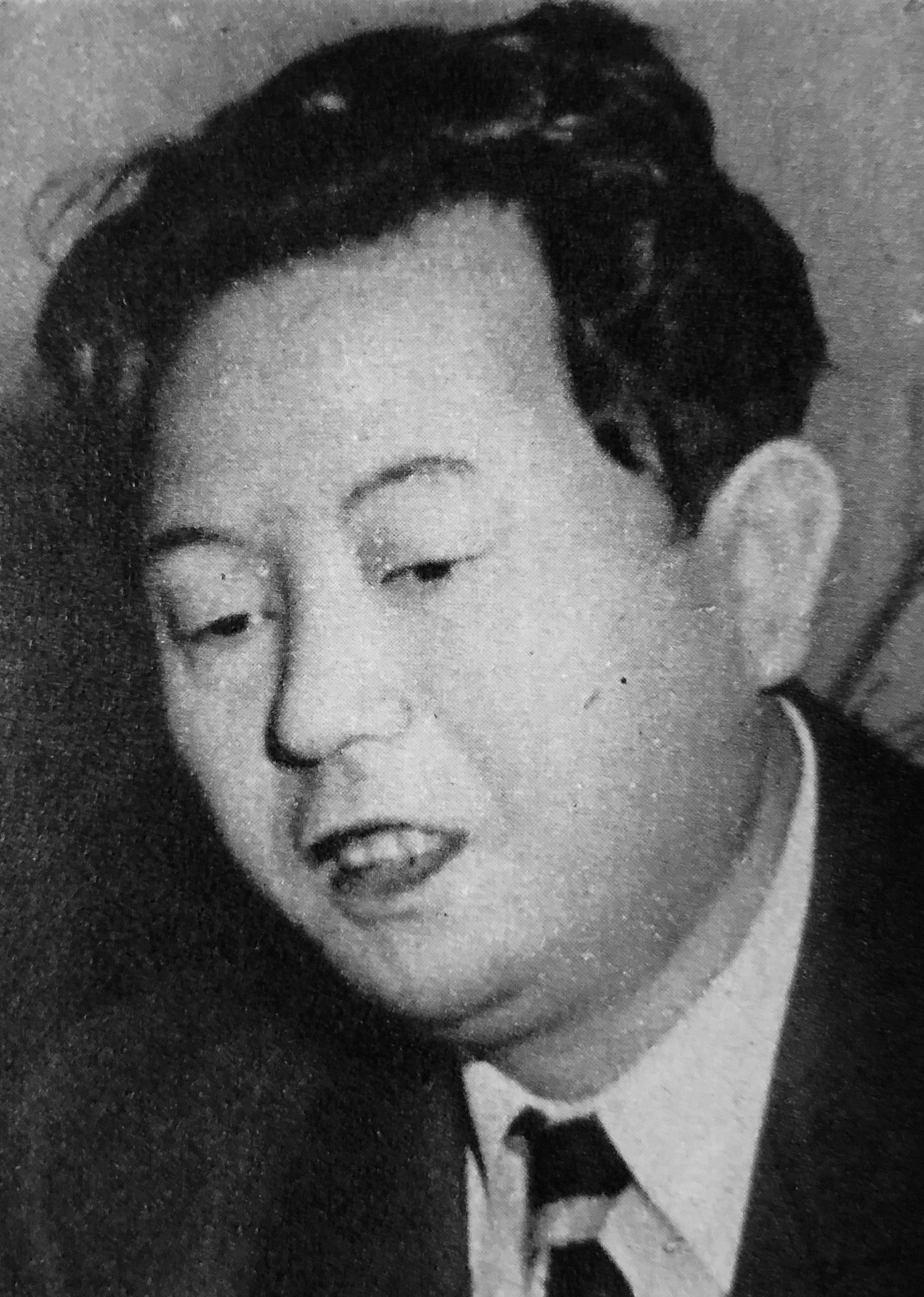
1954年

第二次世界大戦後は、コロムビアを中心に旺盛な作曲活動を行い、戦前に実験済みだったブギのリズムを取り入れ『荒城の月ブギ』を編曲、笠置シヅ子との提携で『東京ブギウギ』『ヘイヘイブギ』、戦後のプロ野球ブームを歌った『ホームラン・ブギ』、大阪弁をモチーフにした『買物ブギ』などのブギウギの名曲をヒットさせた。このほか主要な作品には、藤山一郎、奈良光枝による『青い山脈』、二葉あき子が歌った『夜のプラットホーム』（1939年に淡谷が吹き込んだが、「出征兵士の士気を殺ぐ」という理由で発禁処分）、霧島昇が歌った『夢去りぬ』・『胸の振り子』、近江敏郎と二葉あき子によるタンゴ調の『黒いパイプ』、ビクターでは灰田勝彦が歌った『東京の屋根の下』、市丸の『三味線ブギウギ』などがある。
また作詞家としての才能も発揮し、前述の『買物ブギ』や『銀座セレナーデ』（歌：藤山一郎）などを「村雨まさを」名義で発表しヒットさせ、終生この名を使った。その後も流行歌作品、管弦楽曲、声楽曲などの創作を精力的に続ける傍ら、古賀政男らとともに日本作曲家協会や日本レコード大賞の創設にも尽力するなど日本のミュージックシーンの発展に尽くし、1969年に紫綬褒章を受章。1978年に勲三等瑞宝章も受章。1987年、品川区名誉区民に選出される。
1993年1月30日、東京都品川区の昭和大学病院で呼吸不全のため85歳で死去。墓所は東京都杉並区永福の築地本願寺和田堀廟所。死去から約1か月後の同年2月26日、作曲家としては古賀政男に次いで史上2人目となる国民栄誉賞が授与された。2007年12月30日、第49回日本レコード大賞にて特別賞を受賞した。

## 親族
息子に作曲家の服部克久と、「劇団黒テント」創設メンバーで舞台俳優の服部良次（芸名：服部吉次）、ほかに長女・初音、次女・梢、三女・早苗の娘3人がいる。孫に作曲家の服部隆之（克久と妻時子の長男）、音楽畑出版代表取締役の服部奈緒（克久と時子の長女）、バレエダンサー・振付師の服部有吉（吉次と女優の石井くに子の次男）、曾孫にヴァイオリニストの服部百音（隆之とヴァイオリニストの岡本（服部）エリの長女）。歌手で宝塚歌劇団出身の服部富子（芸名：水間扶美子）は妹。

## 著名人との交流
政治家の森清、洋画家の脇田和、猪熊弦一郎、実業家の橋本兵蔵（月光荘画材店創業者）、小林利雄、御木本美隆、建築家の谷口吉郎などとは家族ぐるみの付き合いで（絵画好きの共通点から）、1955年には彼らで長野県軽井沢町に長屋形式の別荘「画架の森」を建てている（谷口の設計）。この別荘にはジョン・レノン、オノ・ヨーコ夫妻や、元内閣総理大臣の鳩山一郎・薫夫妻なども遊びに来たという。
また、1950年代に東京都内の自宅には、古川ロッパ、榎本健一、トニー谷らも訪ねたとされるほか、ジャニー喜多川もその1人であり、2023年になって次男の服部吉次が性被害を受けていたことが明らかとなっている。

## 作品

### 主な作品
- おしゃれ娘（詞：久保田宵二、歌：淡谷のり子）
- 別れのブルース（詞：藤浦洸、歌：淡谷のり子）
- 雨のブルース（詞：野川香文、歌：淡谷のり子）
- 街のピエロ（詞：久保田宵二、歌：霧島昇）
- 浮世ぐるま（詞：林柳波、歌：霧島昇）
- 歌え若人（詞：島田芳文、歌：霧島昇）
- ラッパと娘（詞：服部良一、歌：笠置シヅ子）
- センチメンタル・ダイナ（詞：野川香文、歌：笠置シヅ子）
- ホット・チャイナ（詞：服部龍太郎、歌：笠置シヅ子）
- 蘇州夜曲（詞：西條八十、歌：渡辺はま子・霧島昇）
- 旅の喫茶店で（詞：高橋掬太郎、歌：霧島昇）
- 明日の運命（詞：西條八十、歌：渡辺はま子・霧島昇）
- 蒙古の月（詞：サトウハチロー、歌：霧島昇・松原操）
- 春之助の唄（詞：西條八十、歌：霧島昇・二葉あき子）
- 南の星（詞：西條八十、歌：霧島昇）
- 孝女白菊（詞：西條八十、歌：霧島昇）
- みたから音頭（全国民募集歌、歌：霧島昇・菊池章子）
- 日本晴だよ（詞：佐藤惣之助、歌：霧島昇）
- 守備隊月夜（詞：西條八十、歌：霧島昇）
- たそがれの牧場（詞：西條八十、歌：霧島昇）
- アリラン月夜（詞：高橋掬太郎、歌：赤坂百太郎）
- いとしあの星（詞：サトウハチロー、歌：渡辺はま子）
- ハートのクィーン（詞：藤浦洸、歌：霧島昇・松原操）
- ニュー・マザーグース（詞：藤浦洸、歌：笠置シヅ子）
- ある月の夜に（詞：サトウハチロー、歌：霧島昇・松原操）
- 夢去りぬ（詞：加茂六郎、歌：霧島昇）
- 一杯のコーヒーから（詞：藤浦洸、歌：霧島昇、ミス・コロムビア）
- 胸の振り子[注 5]（詞：サトウハチロー、歌：霧島昇）
- 湖畔の宿（詞：佐藤惣之助、歌：高峰三枝子）
- 私の鶯（詞：サトウハチロー、歌：李香蘭）
- 東京ブギウギ（詞：鈴木勝、歌：笠置シヅ子）
- 大阪ブギウギ（詞：藤浦洸、歌：笠置シヅ子）
- 名古屋ブギウギ（詞：藤浦洸、歌：笠置シヅ子）
- 博多ブギウギ（詞：藤浦洸、歌：笠置シヅ子）
- 北海ブギウギ（詞：藤浦洸、歌：笠置シヅ子）
- 信州ブギウギ（詞：佐伯孝夫、歌：笠置シヅ子）
- 善光寺音頭[注 6]（詞：佐伯孝夫、歌：笠置シヅ子）
- 大島ブギー（詞：藤浦洸、歌：笠置シヅ子）
- 黒田ブギー（詞：村雨まさを、歌：笠置シヅ子）
- さくらブギウギ（詞：藤浦洸、歌：笠置シヅ子）
- ジャングル・ブギー（詞：黒澤明、歌：笠置シヅ子。映画『醉いどれ天使』の挿入歌）
- 買物ブギー（詞：村雨まさを[注 7]、歌：笠置シヅ子）
- ロスアンゼルスの買物（詞：村雨まさを、歌：笠置シヅ子）
- ブギウギ時代（詞：村雨まさを、歌：笠置シヅ子）
- ヘイヘイブギー（詞：藤浦洸、歌：笠置シヅ子）
- アロハ・ブギ（詞：尾崎無音、歌：笠置シヅ子）
- 七福神ブギ（詞：野村俊夫、歌：笠置シヅ子）
- タンゴ物語（詞：村雨まさを、歌：笠置シヅ子）
- たのんまっせ（詞：藤浦洸、歌：笠置シヅ子）
- おさんどんの歌（詞：藤浦洸、歌：笠置シヅ子）
- 東京のカナカ娘（詞：村雨まさを、歌：笠置シヅ子）
- ウェーキは晴れ（詞：梅木三郎、歌：笠置シヅ子）
- コンガラガッタ・コンガ（詞：村雨まさを、歌：笠置シヅ子）
- エッサッサ・マンボ（詞：服部鋭夫、歌：笠置シヅ子）
- ジャンケン・マンボ（詞：村雨まさを、歌：笠置シヅ子）
- ジャ・ジャムボ（詞：村雨まさを、歌：笠置シヅ子）
- たよりにしてまっせ（詞：吉田みなを、村雨まさを、歌：笠置シヅ子）
- 新おてもやん（詞：村雨まさを、岩瀬ひろし、歌：笠置シヅ子）
- ほろよいブルース（詞：村雨まさを、歌：笠置シヅ子）
- 恋はほんまに楽しいわ（詞：藤浦洸、歌：笠置シヅ子）
- オールマン・リバップ（詞：村雨まさを、歌：笠置シヅ子）
- ハーイ・ハイ（詞：村雨まさを、歌：笠置シヅ子）
- ボン・ボレロ（詞：村雨まさを、歌：笠置シヅ子）
- 雷ソング（詞：野村俊夫、歌：笠置シヅ子）
- 情熱娘（詞：藤浦洸、歌：笠置シヅ子）
- ザクザク娘（詞：サトウハチロー、歌：笠置シヅ子）
- ペ子ちゃんセレナーデ（詞：東美伊、歌：笠置シヅ子）
- 銀座セレナーデ（詞：村雨まさを、歌：藤山一郎）
- モダン金色夜叉（詞：村雨まさを、歌：笠置シヅ子）
- 大空の弟（詞：村雨まさを、歌：笠置シヅ子） - 2019年に楽譜が発見された[10]
- コペカチータ（詞：村雨まさを、歌：笠置シヅ子）
- セコハン娘（詞：結城雄次郎、歌：笠置シヅ子）
- 恋の峠路（詞：藤浦洸、歌：笠置シヅ子）
- 三味線ブギウギ（詞：佐伯孝夫、歌：市丸）
- ホームラン・ブギ（詞：サトウハチロー、歌：笠置シヅ子）
- あなたとならば（詞：藤浦洸、歌：笠置シヅ子）
- ジャブジャブ・ブギウギ（詞：天城万三郎、歌：笠置シヅ子）
- ブギウギ娘（詞：村雨まさを、歌：笠置シヅ子）
- アイレ可愛や（詞：藤浦洸、歌：笠置シヅ子）
- 青い山脈（詞：西條八十、歌：藤山一郎・奈良光枝）
- 東京の屋根の下（詞：佐伯孝夫、歌：灰田勝彦）
- 銀座カンカン娘（詞：佐伯孝夫、歌：高峰秀子）
- 花の素顔（詞：西條八十、歌：藤山一郎）
- 丘は花ざかり（詞：西條八十、歌：藤山一郎）
- 山寺の和尚さん[注 8]（詞：久保田宵二、歌：中野忠晴、コロムビア・リズム・ボーイズ）
- バンジョーで唄えば（詞：藤浦洸、歌：中野忠晴）
- チャイナ・タンゴ（詞：藤浦洸、歌：中野忠晴）
- 銀ブラ娘（詞：藤浦洸、歌：美空ひばり）
- サム・サンデー・モーニング（詞：山口国俊、歌：霧島昇・小川静江）
- 復興ソング（詞：不明、歌：霧島昇、松原操）
- 夜霧のギター（詞：野村俊夫、歌：霧島昇）
- あじさい旅情（詞：石本美由起、歌：島倉千代子）
- 意想曲1936年（越天楽やチャイコフスキーのスラヴ行進曲、三善和気の戦友などが引用されている）
- 若人の歌（管弦楽とジャズ）
- 室内管弦楽組曲「東亜共栄圏」
- 夜来香幻想曲（シンフォニック・ジャズ）
- 管弦楽曲「中支の印象」
- カンタータ「文明開化録」（詞：佐藤惣之助）
- ラジオ・オペラ「桃太郎」（台本：サトウハチロー）
- 東京のアメリカ人（アメリカ人の東京見物）
- オペラ「聖者の恋」（台本：寺崎浩）
- ラジオ・オペラ「新浦島物語」（台本：藤田敏雄）
- ピアノ小協奏曲（宅孝二によるピアノ独奏で初演）
- 交響組曲「香港」
- 交響詩曲「ぐんま」（詞：鈴木比呂志）
- おおさかカンタータ（詞：喜志邦三・坂田寛夫、朝比奈隆指揮大阪フィルハーモニー交響楽団・合唱団により演奏）
- 初代徳島県民歌（詞：金沢治）
- 3代目群馬県の歌（詞：高草木昭允、補作：群馬県の歌選考委員会）
- 夜のプラットホーム（詞：奥野椰子夫、歌：二葉あき子）
- 東京ブルース（詞：西條八十、歌：淡谷のり子）
- 広東ブルース（詞：藤浦洸、歌：渡辺はま子）
- 懐かしのボレロ（詞：藤浦洸、歌：藤山一郎）
- 山のかなたに（詞：西條八十、歌：藤山一郎）
- 箏、合唱と管弦楽のための「漂泊」
- 交響詩「富士」
- 2つのクラリネットのための協奏曲
- グランド・ワルツ「グリーン利根」（詞：鈴木比呂志、群馬交響楽団 他）
- 交声曲「あかぎ賛歌」（詞：鈴木比呂志、群馬交響楽団 他）

#### 映画音楽
- ロッパ歌の都へ行く（小国英雄監督）
- 東京の女性
- 支那の夜
- 翼の凱歌（山本薩夫監督）
- 阿片戦争（マキノ正博監督） - 『風は海から』（詞：西條八十、歌：渡辺はま子）を含む
- 私の鶯（島津保次郎監督） - 満洲映画社、李香蘭 他
- のんきな父さん（マキノ正博監督）
- 今ひとたびの（五所平之助監督）
- 春の饗宴（山本嘉次郎監督）
- 春爛漫狸祭（木村恵吾監督）
- 花くらべ狸御殿（木村恵吾監督）
- 醉いどれ天使（黒澤明監督）
- 青い山脈（今井正監督）
- 銀座カンカン娘（島耕二監督）
- 山のかなたに（千葉泰樹監督）
- やぐら太鼓（マキノ雅弘・滝沢英輔監督）
- チャッカリ夫人とウッカリ夫人（渡辺邦男監督）
- やがて青空（小田基義監督）
- 青い果実（青柳信雄監督）
- 西遊記（藪下泰司監督、アニメーション）
- ミスター・ジャイアンツ 勝利の旗（佐伯幸三監督）

#### テレビ音楽
- OTVシグナルミュージック（大阪テレビ放送の開始終了音楽[注 9]）
- 光速エスパーの主題歌「光速エスパーの歌」

#### 学校校歌
- 愛媛県四国中央市立松柏小学校校歌（詞：篠原雅雄(当時の校長)）
- 大島町立第一中学校校歌（詞：西条八十）
- 高槻市立清水学校校歌（詞：郷田悳）
- 久喜市立本町小学校校歌（詞：濱梨花枝）
- 前橋市立大利根小学校校歌（詞：有川美亀男）
- 富岡市立西中学校校歌（詞：鈴木比呂志）
- 香港日本人学校校歌（詞：鳩貝実次郎）
- 香港日本人学校の歌（詞：藤田一郎）
- 浜松市立細江中学校校歌（詞：細江中学校国語部）
- 宮崎県立宮崎西高等学校校歌（詞：南邦和）
- 茨城県立上郷高等学校校歌（詞：西条八十）
- 富山県立富山中部高等学校校歌（詞：西条八十）
- 宮崎県立宮崎南高等学校校歌（詞：黒木淳吉）
- 沼田市立沼田西中学校校歌（詞：鈴木比呂志）

### トリビュートアルバム
- 服部良一 〜生誕100周年記念トリビュート・アルバム〜（2007年10月17日）
生誕100周年を記念して発売されたトリビュート・アルバム。

## 書籍
- 『ぼくの音楽人生』日本文芸社、1993年3月
- 『日本の音楽家を知るシリーズ　服部良一』株式会社ヤマハミュージックエンタテインメントホールディングス、2017年7月

## 出演

### テレビ
- ビッグショー（1974年9月8日・1976年6月20日、NHK総合）
- 徹子の部屋（1980年、テレビ朝日）
- 今夜は最高!（1982年3月13日、日本テレビ）パートナーは吉田日出子。
- この人○○ショー（1983年4月14日・1985年5月16日、NHK総合）
- 日立テレビシティ「昭和ラプソディ」（1985年2月、TBS）特別出演。

### ラジオ
- 服部良一アワー（TBSラジオ）

### CM
- クリネックスティッシュ（1973年）家族にて出演。

## 演じた人物

### テレビドラマ
- 財津和夫 - 日立テレビシティ『昭和ラプソディ』（1985年2月23日・3月2日、TBS）※服部を主人公とする伝記ドラマ。
- 山本圭 - NHK銀河テレビ小説『わが歌ブギウギ 〜笠置シヅ子物語〜』（1987年5月 - 6月）
- 服部良次 - 『さよなら李香蘭』（1989年12月1日・2日、共同テレビジョン・フジテレビ）
- ? - 終戦ドラマスペシャル『もう一度別れのブルースを 淡谷のり子物語』（1991年8月13日、テレビ朝日）
- 小堺一機 - 金曜エンタテイメント『人間ドキュメント 服部良一物語』（1994年1月28日、フジテレビ）
- 前田耕陽 - 『李香蘭』（2007年2月11日・12日、テレビ東京）
- 草彅剛 - NHK連続テレビ小説『ブギウギ』（2023年度後期放送）※服部をモデルとする人物を演じる[12]。

### ミュージカル
- 嵐圭史 - 『わが歌ブギウギ 〜笠置シヅ子物語〜』1994年。同題のテレビドラマを原作とする作品。
- 草刈正雄 - 『わが歌ブギウギ 〜笠置シヅ子物語〜』2006年。上記再演。

### 音楽劇
- 松下洸平 - 『魔都夜曲』（2017年）※服部をモデルとする人物を演じる[13]。
- 松下洸平 - 『夜来香ラプソディ』（2022年）[13]

### バラエティ
- 今野浩喜 - 『偉人の年収 How much?』2024年。